# Астрильдик куций
Астри́льдик куций (Nesocharis shelleyi) — вид горобцеподібних птахів родини астрильдових (Estrildidae). Мешкає в Центральній Африці. Вид названий на честь британського орнітолога Джорджа Ернеста Шеллі.

## Опис
Куций астрильдик є найменшим представником родини астрильдових, його довжина становить 8 см, а вага 6-9 г. У самців голова і горло чорні, на шиї широка сиза смуга, спина і верхні покривні пера крил охристі, надхвістя і верхні покривні пера хвоста жовті. Крила чорнуваті з золотисто-зеленими краями, стернові пера чорні. Груди темно-оранжево-жовта, нижня частина тіла темно-сиза. У самиць груди сизі.

## Підвиди
Виділяють два підвиди:
- N. s. shelleyi Alexander, 1903 — гора Камерун і острів Біоко;
- N. s. bansoensis Bannerman, 1923 — гори Камеруну і південно-західної Нігерії (плато Обуду[en]).

## Поширення і екологія
Куці астрильдики мешкають  в горах Камерунської лінії в Камеруні, Нігерії і на острові Біоко. Вони живуть в гірських тропічних лісах та на порослих травою і чагарниками галявинах. Зустрічаються парами і невеликими сімейними зграйками, на висоті до 2100 м над рівнем моря. В Біоко вони зустрічаються на більш низьких висотах, ніж у материковій Африці, а також трапляються на плантаціях.
Куці астрильдики живляться комахами і дрібним насінням. Вони використовують покинуті гнізда інших птахів, зокрема чорночеревих ткачиків і золотокрилих нектарок. В кладці 3 білих яйця. Сезон розмноження починається одразу по завершенню сезону дощів, на горі Камерун він триває з листопада по лютий.